# آن لينش بوتا
آن شارلوت لينش بوتا (ولدت 11 نوفمبر 1815، وتوفيت 23 مارس 1891)، شاعرة، وكاتبة ومعلمة، تنتمي إلى عائلة معروفة اجتماعياً.
ولدت آن لينش بوتا في فيرمونت، بينيتجون، وعندما ولدت عرفت باسم بوتا، وقد أرسلت إلى أكاديمية البنات الألبان عندما كانت تبلغ ستة عشر عاماً. وفي عام 1834 تخرجت بمرتبة عالية، ودرست عنها لمدة سنوات.
وفي عام 1834 انتقلت للعيش في بروفيدنس بولاية رود آيلاند مع والدتها، وهناك عملت على استكمال تعليمها. وفي عام 1841 قد كانت واحدة من أفضل كتّأب الشعر في ذلك الوقت، وقد كانت تكتب الاشعار التي تتكون من رباعيتين، وقد ألفت مجموعة أشعار ( كتاب جزيرة روهدى)، وقد تولت تحضيرها وإنتاجها. وبالأضافة إلى ذلك فقد بدأت بدعوة الكتّأب إلى منزلها لاستقبالهم في أمسيات تشرف عليها. وفي عام 1843 فقد قالت فيما يخص ذلك (إنه يمكن الاطلاع على أفضل ما كتبته بروفيدانس، والذي جمعته بيان لينتش).
وفي عام 1845، تعرفت لينش على الممثل الشهير فاني كمبيل. وقد ارتبطت به ارتباطاً قوياً. ومن خلاله تعرفت على العديد من شخصيات الأوساط الأدبية الشهيرة والواسعة.
بدأت بإعطاء دروس ودورات في اللغة الأنجليزية في مدرسة الصغار بأكاديمية بروكلين ، واستمرت أيضا في عملها بالكتابة. وقد قامت بنشر العديد من الأعمال في تلك الفترة مثل: مراة نيويورك،
الهدية، الأكليل، استعراض الديمقراطية. بالإضافة لذلك، استمرت في نشر أعمالها الأدبية مساء كل أحد في نيويورك.
عام 1848 فقد طبعت قصائدها والتي عرفت باسمها (آن جين لينش)، وقد طبعها جورج بوتنام.
وقد قال فيها إدغار آلان بو: مثل الفارسة، ناكرة الذات، وهي أحد اللأسباب لتكون شاهدة من أجل القدسية . توجد هواية وهي وظيفة الفكر).
ذهبت لينش إلى أوروبا في عام 1853. وهناك تعرفت على فينتشنزو بوتا أستاذ الفلسلفة. في جامعة تورينو. وتزوجت به عام 1855.
وفي عام 1860، قدمت العديد من المؤلفات المختلفة. وقد نشرت مؤلفاً بعنوان الأدب العالمي لهاندبووك. بالإضافة إلى ذلك فقد قام النحات تشارلز بتلر بإنجاز تمثال نصفي لها من الرخام، وبعد ذلك تبرعت به إلى جامعة نيويورك.
بعد رفض سيرتها الذاتية ككاتبة، قامت بعد وفاة زوجها بالمراسلة، وكتابة الأشعار، وجمع القصائد والرسائل، وجمع المعلومات مرة أخرى، وفي عام 1983 فقد قامت بتأليف كتاب وسمته ( ذكريات آن شارلوت بوتا: والذي كتبه كل الاصدقاء). وقد كان أحد أهم آثار التراث الرائع، وقد حصلت على جائزة بقدر 1000 دولار كأفضل (وضع امرأة) في 5 أعوام، وكرمت أيضا في الأكاديمية الفرنسية.
وتوفيت آن شارلوت بوتا عن عمر ناهز خمسة وسبعين عاما. وقد دفنت في مقبرة دلون في نيويورك.

## وصلات خارجية
- Anne C. Lynch Botta çalışmaları – Gutenberg Projesi[التركية]Anne C. Lynch Botta çalışmaları
- Notre Dame'da Works of Anne C. Lynch
- "The Rhode-Island book" kitabıyla ilgili Michigan Üniversitesi[التركية] bibliyografyası maddesi
- "Memoir of Anne C. L. Botta. Written By Her Friends. With selections from her correspondence and from her writings in prose and poetry." adlı kitabın Eleştirisi